# Ménilmontant (Métro Paris)

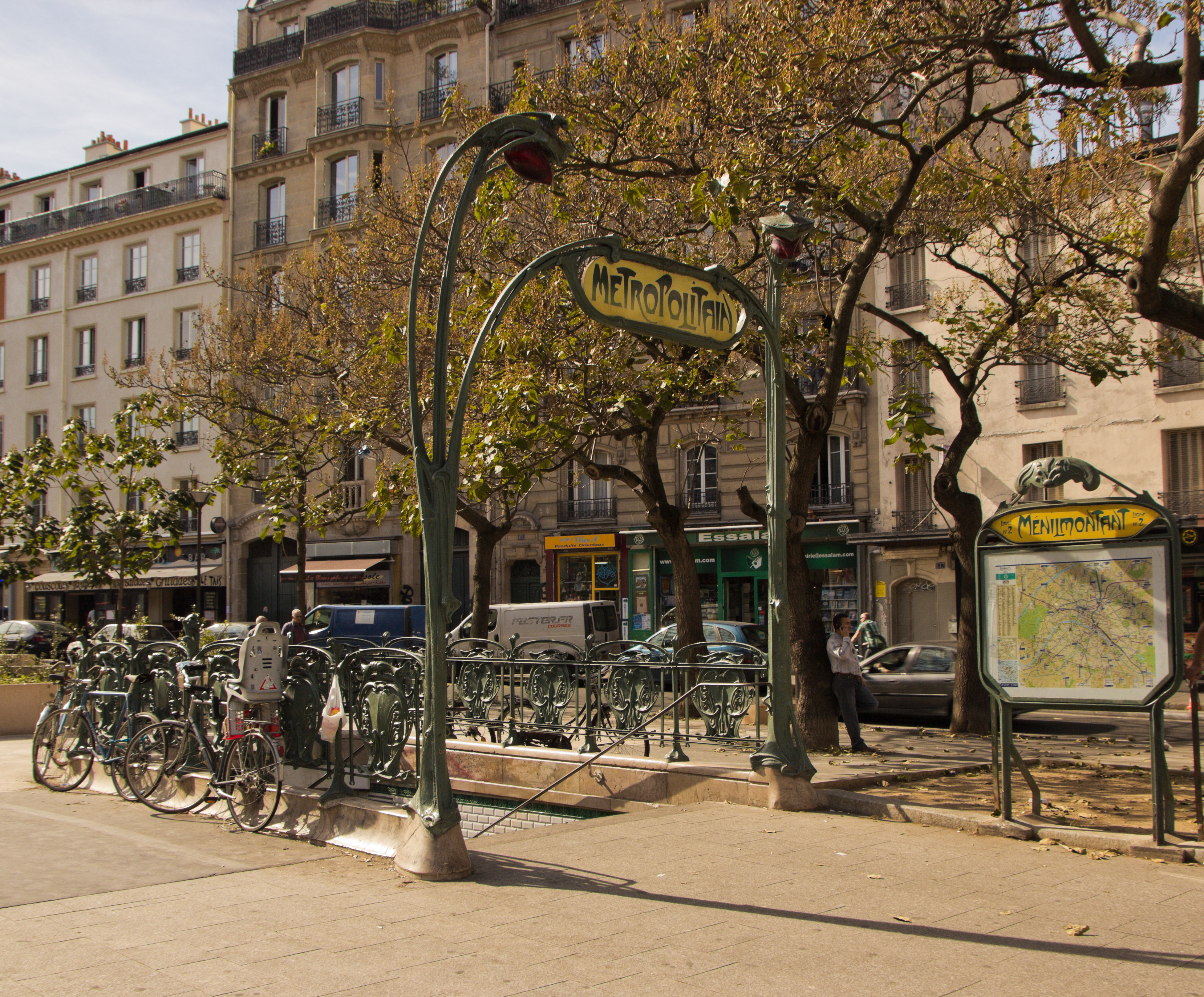
Von Hector Guimard im Stil des Art nouveau entworfener Zugang

Der U-Bahnhof Ménilmontant [menilmɔ̃tɑ̃] ist eine unterirdische Station der Linie 2 der Pariser Métro.

## Lage
Die Station befindet sich an der Grenze des Quartier Saint-Ambroise im 11. Arrondissement zum Quartier du Père-Lachaise im 20. Arrondissement von Paris. Sie liegt längs unter dem Boulevard de Ménilmontant südlich dessen Kreuzung mit dem Straßenzug Rue Oberkampf – Rue de Ménilmontant.

## Name
Den Namen geben der Boulevard de Ménilmontant und die Rue de Ménilmontant. Das 20. Arrondissement wird auch als „Arrondissement de Ménilmontant“ bezeichnet. Der einstige Weiler Ménilmontant wurde zunächst nach Belleville und 1860 nach Paris eingemeindet. Bereits 1224 wurde er als Mesnil-du-mauvais-temps in einer Urkunde erwähnt.

## Geschichte und Beschreibung
Die Station wurde am 31. Januar 1903 von der Compagnie du chemin de fer métropolitain de Paris (CMP) eröffnet, als die Verlängerung deren Linie 2 von Anvers nach Bagnolet (seit 1970: Alexandre Dumas) in Betrieb genommen wurde.
Am 10. August 1903 fuhr ein brennender Zug ohne Fahrgäste in die Station ein, wo das Feuer außer Kontrolle geriet. Nach dem Ausfall der Stationsbeleuchtung erstickten im dichten Rauch sieben Personen. Der Rauch zog durch den Tunnel in die nahe Station Couronnes, wo 75 Personen ums Leben kamen. Zwei weitere starben auf der Flucht im Tunnel.
Die 75 m lange Station liegt in einer sanften Kurve unter einem weiß gefliesten elliptischen Deckengewölbe. Sie hat Seitenbahnsteige an zwei Streckengleisen und Seitenwände, die der Krümmung der Ellipse folgen. Der einzige Zugang liegt im Mittelstreifen des Boulevard de Charonne nahe der o. g. Kreuzung, er weist das von Hector Guimard entworfene Art-nouveau-Dekor auf.

## Fahrzeuge

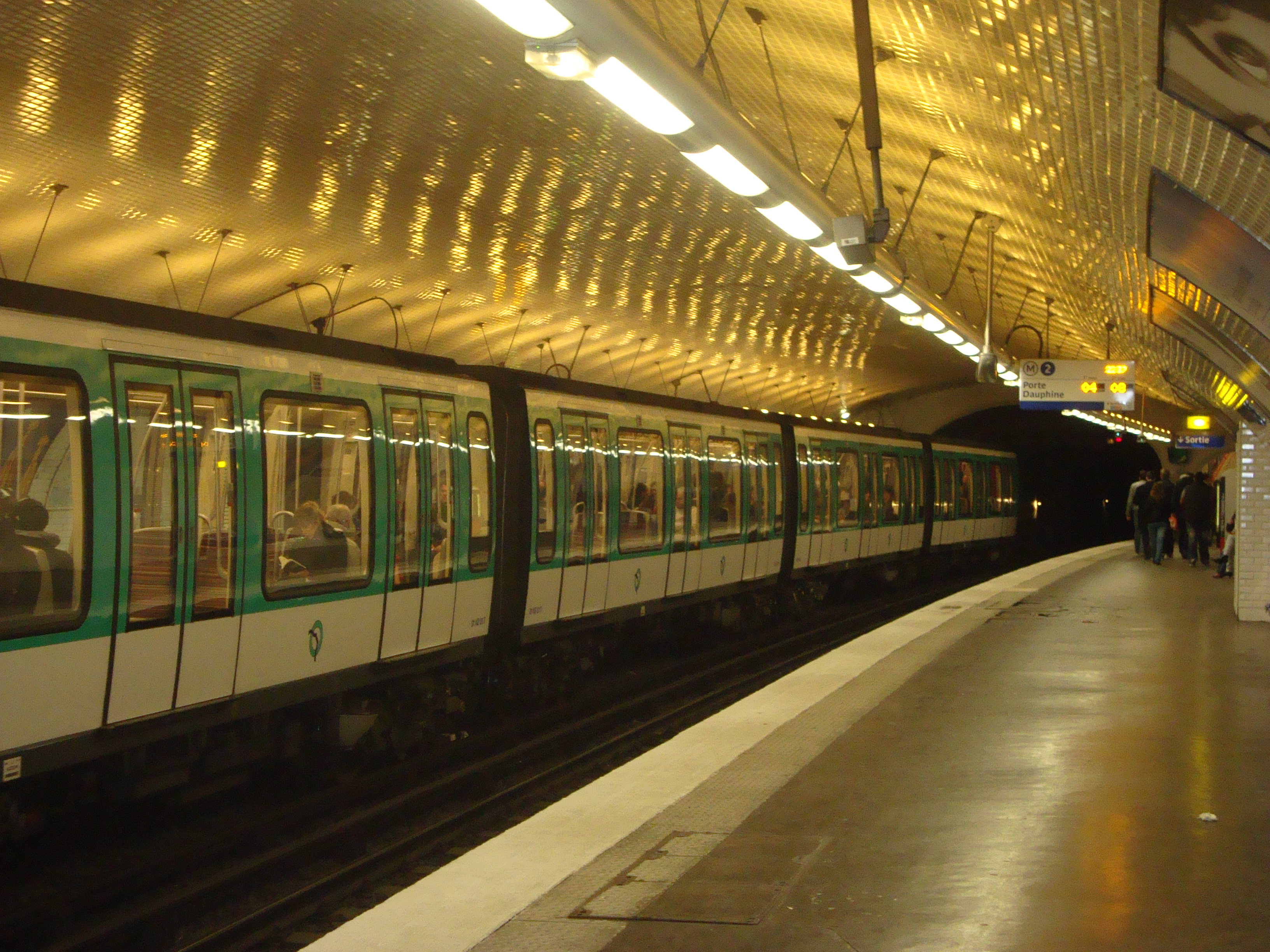
MF-01-Zug auf dem Gleis in Richtung Nation

Auf der Linie 2 liefen zunächst kurze zweiachsige Fahrzeuge mit Holzaufbauten, die Züge bestanden aus einem Trieb- und drei Beiwagen bzw. sechs Beiwagen und einem Triebwagen an jedem Zugende. Von 1914 bis 1981 wurde die Linie von fünfteiligen, grün lackierten Sprague-Thomson-Zügen befahren. Da sie mittelfristig nicht auf gummibereifte Fahrzeuge umgestellt werden sollte, kam ab 1979 die Baureihe MF 67 auf die Strecke, die ihre Vorgänger innerhalb von zwei Jahren vollständig ablöste. Seit 2008 kommen Serienfahrzeuge der Baureihe MF 01 zum Einsatz, bis 2011 herrschte Mischverkehr mit den MF-67-Zügen.